# Attaque du consulat général de Turquie à Lyon
L'attaque du consulat général de Turquie à Lyon est une attaque contre le consulat général de Turquie à Lyon, en France, survenue le 5 août 1980 et ayant fait 4 blessés.

## Déroulement
Deux hommes armés arméniens ont pris d'assaut le consulat général de Turquie et ont exigé l'emplacement du consul général. Lorsque le portier n'a pas compris le mauvais français des hommes armés, ils ont commencé à tirer. L'Armée secrète arménienne de libération de l'Arménie a revendiqué la responsabilité de l'attaque.